# Svazijsko na Letních olympijských hrách 2008
Svazijsko na Letních olympijských hrách 2008 zastupovali čtyři sportovci, a sice dvě ženy a dva muži, kteří zemi reprezentovali ve dvou z 28 sportů, v nichž se na hrách soutěžilo. Sportovci z této země dosud nezískali žádnou medaili. Vlajkonošem se stala sportovkyně Temalangeni Dlaminiová, která se specializuje na běh na 400 metrů. Nejmladší ze svazijských reprezentantů na Letních olympijských hrách 2008 byla 16letá plavkyně Senele Dlaminiová, naopak nejstarším reprezentantem země se stal běžec specializující se na trať 1500 metrů – v době olympiády téměř 25letý Isaiah Msibi. Všichni hráči reprezentovali svou zemi na olympijských hrách poprvé. Pro Svazijsko to byl osmý start na Letních olympijských hrách a devátý na olympijských hrách vůbec. Jeho zástupci se totiž účastnili také zimních olympijských her v roce 1992. O nejlepší výsledek na Hrách 2008 se postaral Izajáš Msbi v běhu na 1500 m, kde obsadil 46. místo.

## Svazijsko na mezinárodních soutěžích
Svazijský národní výbor olympijských her a her Commonwealthu byl založen v roce 1972, tedy čtyři roky po vzniku samotného státu. V roce vzniku národního výboru se také reprezentanti země zúčastnili prvních olympijských her, kde je zastupoval v běhu na 10 000 m Richard Mabuza a ve sportovní střelbě Philip Serjeant. Na Hrách zatím nevybojovali žádnou medaili.
Svazijský národní výbor olympijských her a her Commonwealthu se také účastní dalších významných mezinárodních akcích, jako jsou Africké hry nebo Hry Commonwealthu. Na Afrických hrách získalo Svazijsko celkem deset medailí, a sice jednu zlatou a devět bronzových. Z Her Commonwealthu přivezli reprezentanti země jeden stříbrný spolu se třemi bronzovými cennými kovy, a to díky boxerovi Leonardu Makhanyaovi, který vybojoval stříbro a bronz, další bronzový úspěch přidal jiný boxer Simanga Shiba a posledním bronzem přispěl maratonec Richard Mabuza.

## Seznam sportovců podle disciplín
| Sport          | Muži | Ženy | Celkem |
| -------------- | ---- | ---- | ------ |
| Lehká atletika | 1    | 1    | 2      |
| Plavání        | 1    | 1    | 2      |
| Celkem         | 2    | 2    | 4      |

## Lehká atletika

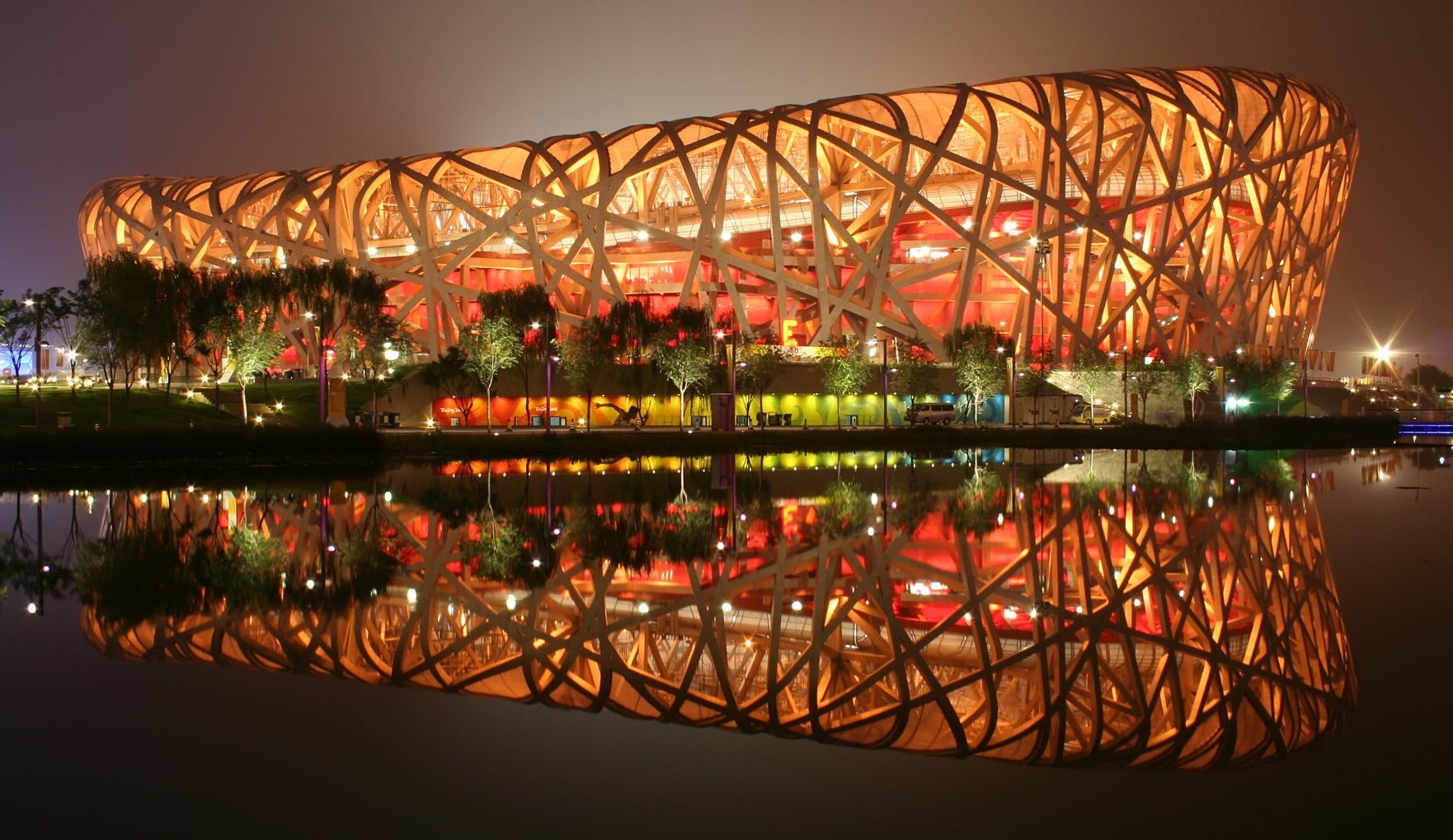
Pekingský národní stadion

V lehkoatletických disciplínách zastupovali Svazijsko dva sportovci – jeden muž a jedna žena, z nichž se každý zúčastnil po jedné disciplíně. Mezi muži se v běžeckém závodě na 1500 metrů objevil také Isaiah Msibi a mezi účastnice běhu na 400 metrů patřila i Temalangeni Dlaminiová. Účast na hrách si sice ani jeden ze sportovců v kvalifikacích svých disciplín nezajistili, ale protože Světová atletická federace (IAAF) každé zemi, jejíž žádný ze sportovců nesplnil kvalifikační kritéria, umožnila požádat o účast nejvýše dvou svých sportovců na Hrách, mohli v Pekingu svazijští reprezentanti se svolením IAAF do závodů nastoupit. Všechny lehkoatletické soutěže se odehrávaly v pekingském národním stadionu zvaném Ptačí hnízdo.
První ze svazijských atletů do soutěží zasáhl Isaiah Msibi. Rozběhy jeho disciplíny začaly 15. srpna 2008 v 19.10 a Msibi se postavil do druhého rozeběhu, jenž začínal v 19.19 (UTC). Výsledkem 3:51,35 minuty sice zlomil svůj osobní rekord, ale přesto skončil ve svém rozběhu na dvanáctém – posledním místě. Celkově se tak umístil na 46. místě. Zlatou medaili pro svou zemi získal s časem 3:33.11 minuty Asbel Kiprop z Keni.
Běžkyně Temalangeni Dlaminiová, účastnice běhu na 400 metrů, vstoupila do soutěží o den později, než její mužský kolega, tedy až 16. srpna 2008. Nastupovala v posledním, sedmém rozběhu, který se ten den běžel, a to ve 12.52 (UTC). S časem 59,91 s se umístila na posledním, sedmém místě svého rozeběhu. Celkově obsadila 48. místo. Její startovní reakce byla 0,278 sekundy. Vítězem této disciplíny se stala Christine Ohuruoguová ze Spojeného království, která ve finále doběhla v čase 49.62 s.
Muži
| Sportovec    | Disciplína    | Kvalifikace | Kvalifikace | Semifinále        | Semifinále        | Finále            | Finále            | Pozice |
| Sportovec    | Disciplína    | Čas         | Pozice      | Čas               | Pozice            | Čas               | Pozice            | Pozice |
| ------------ | ------------- | ----------- | ----------- | ----------------- | ----------------- | ----------------- | ----------------- | ------ |
| Isaiah Msibi | Běh na 1500 m | 3:51,35     | 46.         | Nekvalifikoval se | Nekvalifikoval se | Nekvalifikoval se | Nekvalifikoval se | 46.    |

Ženy
| Sportovec              | Disciplína   | Kvalifikace | Kvalifikace | Semifinále         | Semifinále         | Finále             | Finále             | Pozice |
| Sportovec              | Disciplína   | Čas         | Pozice      | Čas                | Pozice             | Čas                | Pozice             | Pozice |
| ---------------------- | ------------ | ----------- | ----------- | ------------------ | ------------------ | ------------------ | ------------------ | ------ |
| Temalangeni Dlaminiová | Běh na 400 m | 59,91       | 48.         | Nekvalifikovala se | Nekvalifikovala se | Nekvalifikovala se | Nekvalifikovala se | 48.    |

## Plavání

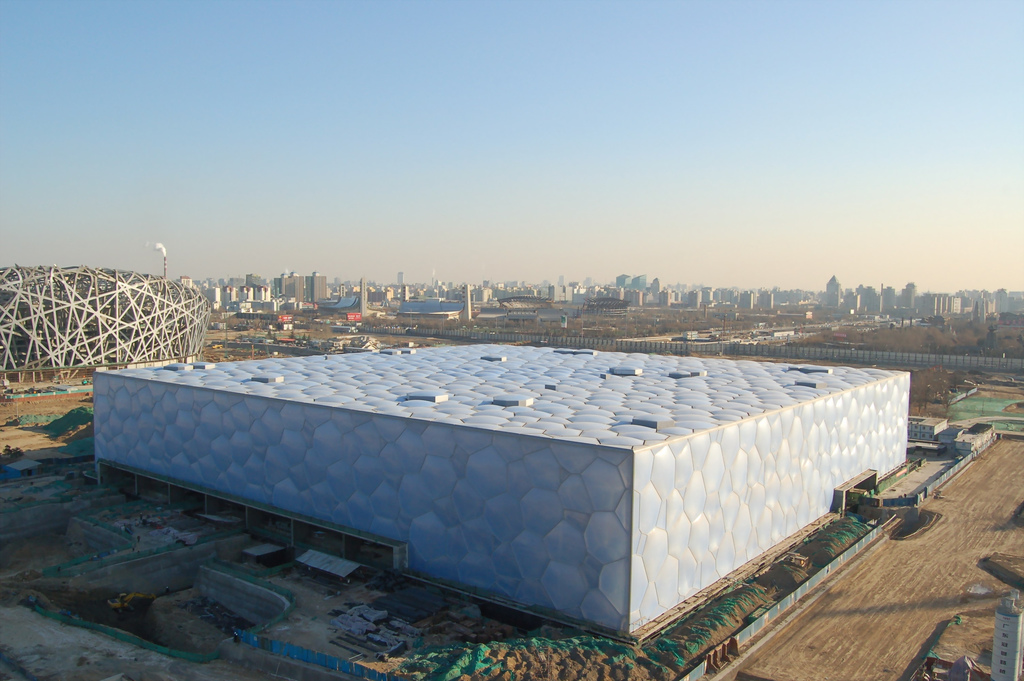
Pekingské národní plavecké centrum

Svazijsko bylo v plavání zastoupeno dvěma sportovci – jedním mužem a jedou ženou, z nichž se každý zúčastnil jedné soutěže. Zpočátku Luke Hall, ani Senele Dlaminiová neměli na účast na Letních olympijských hrách 2008 nárok, protože nesplnili požadované kvalifikace. Ale na základě rozhodnutí Mezinárodní plavecké federace každá země, z níž žádný sportovec nesplnil kvalifikační limit, byla vyzvána, aby nominovala na Letní olympijské hry 2008 maximálně dva sportovce. Jediným kritériem, které museli nominovaní splnit, byla účast na Mistrovství světa v plavání 2007. Oba Svazijci toto kritérium splňovali, neboť Luke Hall na požadovaném mistrovství soutěžil ve čtyřech disciplínách – 50 m volný způsob (86. místo), 100 m volný způsob (118. místo), 50 m motýlek (105. místo) a 100 m motýlek (102. místo). Senele Dlaminiová zas soutěžila ve dvou disciplínách – 50 m volný způsob (107. místo) a 50 m motýlek (91. místo). Na šampionátu v Melbourne soutěžili také další svazijští plavci (Kathryn Millin, Stacey Rydey a Fanuwakme Mduduzi Xaba), nicméně Národní plavecká federace Svazijska se rozhodla pro Letní olympijské hry v Pekingu upřednostnit Halla a Dlaminiovou. Všechny plavecké soutěže se na olympiádě konaly v Pekingském národním plaveckém centru.
Jako první soutěžil Luke Hall, který nastoupil do závodu na 50 m volný způsob. Rozplavby začaly 14. srpna 2008 a Hall soutěžil v šesté rozplavbě. S časem 24,41 s obsadil čtvrté místo ve své rozplavbě, což mu v celkovém pořadí vyneslo 60. místo z 97 klasifikovaných plavců. Jeho reakční doba byla 0,66 sekundy. Pro zlato si ve finále této disciplíny doplaval v čase 21,30 s César Cielo Filho z Brazílie.
Jako druhá soutěžila Senele Dlaminiová, která se zúčastnila soutěže 50 m volný způsob. Rozplavby byly zahájeny 15. srpna 2008. Dlamini soutěžila ve čtvrté rozplavbě a dosaženým časem 28,70 s obsadila druhé místo ve své rozplavbě, což jí zajistilo celkem 61. místo mezi 90 konkurentkami. Její reakční čas byl 0,65 sekundy. Nejlépe si ve finále vedla s časem 24,06 s Britta Steffen z Německa.
Muži
| Sportovec | Disciplína        | Rozplavba | Rozplavba | Semifinále        | Semifinále        | Finále            | Finále            |
| Sportovec | Disciplína        | Čas       | Pozice    | Čas               | Pozice            | Čas               | Pozice            |
| --------- | ----------------- | --------- | --------- | ----------------- | ----------------- | ----------------- | ----------------- |
| Luke Hall | 50 m volný způsob | 24,41     | 60.       | Nekvalifikoval se | Nekvalifikoval se | Nekvalifikoval se | Nekvalifikoval se |

Ženy
| Sportovec         | Disciplína        | Rozplavba | Rozplavba | Semifinále         | Semifinále         | Finále             | Finále             |
| Sportovec         | Disciplína        | Čas       | Pozice    | Čas                | Pozice             | Čas                | Pozice             |
| ----------------- | ----------------- | --------- | --------- | ------------------ | ------------------ | ------------------ | ------------------ |
| Senele Dlaminiová | 50 m volný způsob | 28,70     | 61.       | Nekvalifikovala se | Nekvalifikovala se | Nekvalifikovala se | Nekvalifikovala se |